# Vysoká nad Uhom
Vysoká nad Uhom (maďarsky Megasrév) je slovenská obec v okrese Michalovce v Košickém kraji, 19 km jihovýchodně od Michalovců na řece Uh. V roce 2017 zde žilo přes 800 obyvatel. Poprvé byla obec písemně zmíněna v roce 1214 v listině uherského krále Ondřeje II. V listině potvrzuje darování obce premonstrátskému klášteru v Lelesi vácským biskupem Boleslavem. Název obce se ve 13.–18. století v písemnostech uváděl jako Vyzaka, Wyzoka, Viszoka, Wiszoka nebo Wysoká. Na konci druhé světové války byla obec 23. listopadu 1944 obsazena Rudou armádou. V 50. letech 20. století byla obec elektrifikována a zaveden telefon.
Do původně katolické oblasti v 16. století začal skrze šlechtu pronikat kalvinismus. Obec spadala do farnosti Veľké Kapušany, kde byl od roku 1566 reformační kazatel. Jezuité později provedli rekatolizaci a k původnímu náboženství se vrátila šlechta i obyvatelstvo. Od roku 1721 obyvatelé chodili na mše do kostela sv. Ondřeje v sousedních Pavlovcích. Ve Vysoké byl v roce 1826 postaven klasicistní kostel Sedmibolestné Panny Marie. V 19. století byl postaven i řeckokatolický kostel a roku 1912 kalvínský kostel.
Poutníci navštěvují hrob blahoslavené Anny Kolesárové na obecním hřbitově. V obci též existuje Dům Anky Kolesárové, který slouží poutníkům a pořádá akce pro katolickou mládež.

## Osobnosti
- Anna Kolesárová (1928–1944), katolická mučednice
- Andrej Maťašík (1918–1980), duchovní a politik